# Constanci Gal
Constanci Gal, o Flavi Juli Gal, o Flavi Claudi (Juli) Constanci Gal (Flavius Claudius –Julius- Constantius Gallus) fou fill de Juli Constanci i de Gal·la, i net de Constanci Clor, nebot per tant de Constantí I el Gran; era també el germà gran (però per mare diferent) de Julià l'Apòstata.
Va salvar la vida a la matança general que va seguir la mort de Constantí, en la que va morir el seu pare i un germà gran de nom desconegut, degut a la seva mala salut que va fer que no se'l considerés perillós.
El 351 va ser nomenat cèsar per Constanci II i es casà amb la germana d'aquest, Flàvia Júlia Constantina. Fou enviat a l'est per rebutjar els atacs perses i durant un temps va complir amb la feina, però el 353 fou acusat de desobediència o negligència i de crueltat en la seva administració; la situació es va complicar quan Gal va fer matar Domicià (Domicianus), prefecte pretorià d'Orient, i a Monti (Montius), qüestor palatí, que havien estat enviats a la seva residència, Antioquia, per fer una enquesta sobre la seva conducta i de fet s'havien sobrepassat en les seves funcions.
Gal no tenia altra sortida que la revolta, però convençut per les promeses del seu cosí Constanci, el va anar a trobar a Milà i quan era a Petòvio a la Pannònia, fou detingut i enviat a Pola a Ístria on fou empresonat (354). També Julià, el germanastre de Gal, que estava casat amb Helena (germana de Constanci) fou arrestat i va passar un any a presó però finalment fou perdonat. Gal morir a la presó al cap de poc temps, el mateix 354.